# Андовер (Њу Џерзи)
Андовер (енгл. Andover) град је у америчкој савезној држави Њу Џерзи.

## Демографија
По попису из 2010. године број становника је 606, што је 52 (-7,9%) становника мање него 2000. године.
| Група             | 2000.       | 2010.       |
| Белци             | 601 (91,3%) | 534 (88,1%) |
| Афроамериканци    | 15 (2,3%)   | 7 (1,2%)    |
| Азијати           | 15 (2,3%)   | 13 (2,1%)   |
| Хиспаноамериканци | 17 (2,6%)   | 46 (7,6%)   |
| Укупно            | 658         | 606         |